# John Braxton Hicks
John Braxton Hicks (23 février 1823 à Rye, Sussex - 28 août 1897 Lymington) est un médecin anglais spécialisé dans l'obstétrique. Il commence à exercer au Guy's Hospital Medical School en 1841.  
Hicks est le premier médecin à décrire les méthodes bipolaires et autres de la version d'un fœtus. En 1872, il décrit les contractions utérines n'aboutissant pas à l'accouchement, maintenant connues comme les contractions de Braxton Hicks.